# Onthophagus olsoufieffi
Onthophagus olsoufieffi là một loài bọ cánh cứng trong họ Bọ hung (Scarabaeidae).